# O País dos Petralhas
O País dos Petralhas é um livro escrito pelo jornalista brasileiro Reinaldo Azevedo. A obra reúne artigos escritos em seu blog hospedado pela versão online da revista Veja e outros publicados no Jornal do Brasil.
Em 7 de novembro de 2008, Reinaldo Azevedo comentou que o País dos Petralhas é sobre algo que deveria aproximar as pessoas mais diferentes nos detalhes. "É uma crítica às diversas faces do mal que castiga o Brasil: a ideia que qualquer coisa é válida se for feita para o bem da maioria." É uma crítica ao método, diz o autor.